# Relaciones Azerbaiyán-Estados Unidos
Las relaciones Azerbaiyán-Estados Unidos son las relaciones diplomáticas entre Azerbaiyán y Estados Unidos, quienes han tenido relaciones diplomáticas desde 1994.
Según el Informe de liderazgo global de Estados Unidos de 2012, el 53 % de los azerbaiyanos aprueba el liderazgo de Estados Unidos, con un 27 % de desaprobación y un 21 % de incertidumbre.

## Historia
Un primer encuentro interestatal de Estados Unidos y Azerbaiyán fue la reunión entre el Presidente de los Estados Unidos Woodrow Wilson y la delegación de República Democrática de Azerbaiyán ante la Conferencia de paz de París (1919). Los delegados de Azerbaiyán no se impresionaron con la reunión en París, ya que en lugar de ser reconocidos, el presidente Wilson les aconsejó que desarrollaran una confederación con los vecinos de Transcaucasia sobre la base de un mandato otorgado por la Sociedad de las Naciones. Wilson concluyó que la cuestión de Azerbaiyán no podía resolverse antes de la solución general de la cuestión rusa. Pero recordando esta reunión en su discurso en el Commonwealth Club of California en San Francisco el 18 de septiembre de 1919, Wilson presentó su impresión positiva de la delegación de Azerbaiyán:

¿Sabes dónde está Azerbaiyán? Bueno, un día llegó un grupo de caballeros muy dignos e interesantes que eran de Azerbaiyán. No tuve tiempo, hasta que se fueron, para averiguar de dónde venían. Pero lo descubrí de inmediato: estaba hablando con hombres que hablaban el mismo lenguaje que yo con respecto a las ideas, con respecto a las concepciones de la libertad, con respecto a las concepciones del derecho y la justicia.

Mientras que Armenia fue reconocida por los Estados Unidos el 23 de abril de 1920, Azerbaiyán no fue reconocida por los Estados Unidos, debido a su ocupación de la Gobernación de Elizavetpol, que los Estados Unidos reconocieron como territorio armenio. Tras la Invasión del Ejército Rojo en abril de 1920, se proclamó la RSS de Azerbaiyán, que en 1922 se unió a Unión Soviética como parte de la República Socialista Federativa Soviética de Transcaucasia. No existían relaciones interestatales directas entre la RSS de Azerbaiyán y los Estados Unidos.

## Relaciones contemporáneas
El 18 de octubre de 1991, el Parlamento Azerbaiyano adoptó una declaración de independencia. Posteriormente, el 25 de diciembre de 1991, Unión Soviética dejó de existir y los Estados Unidos reconocieron formalmente a 12 ex repúblicas soviéticas, incluyendo Azerbaiyán, como estados independientes. El 6 de marzo de 1992, Azerbaiyán abrió su Embajada en Washington, y el 16 de marzo de 1992, Estados Unidos abrió su embajada en Bakú, la capital de Azerbaiyán.

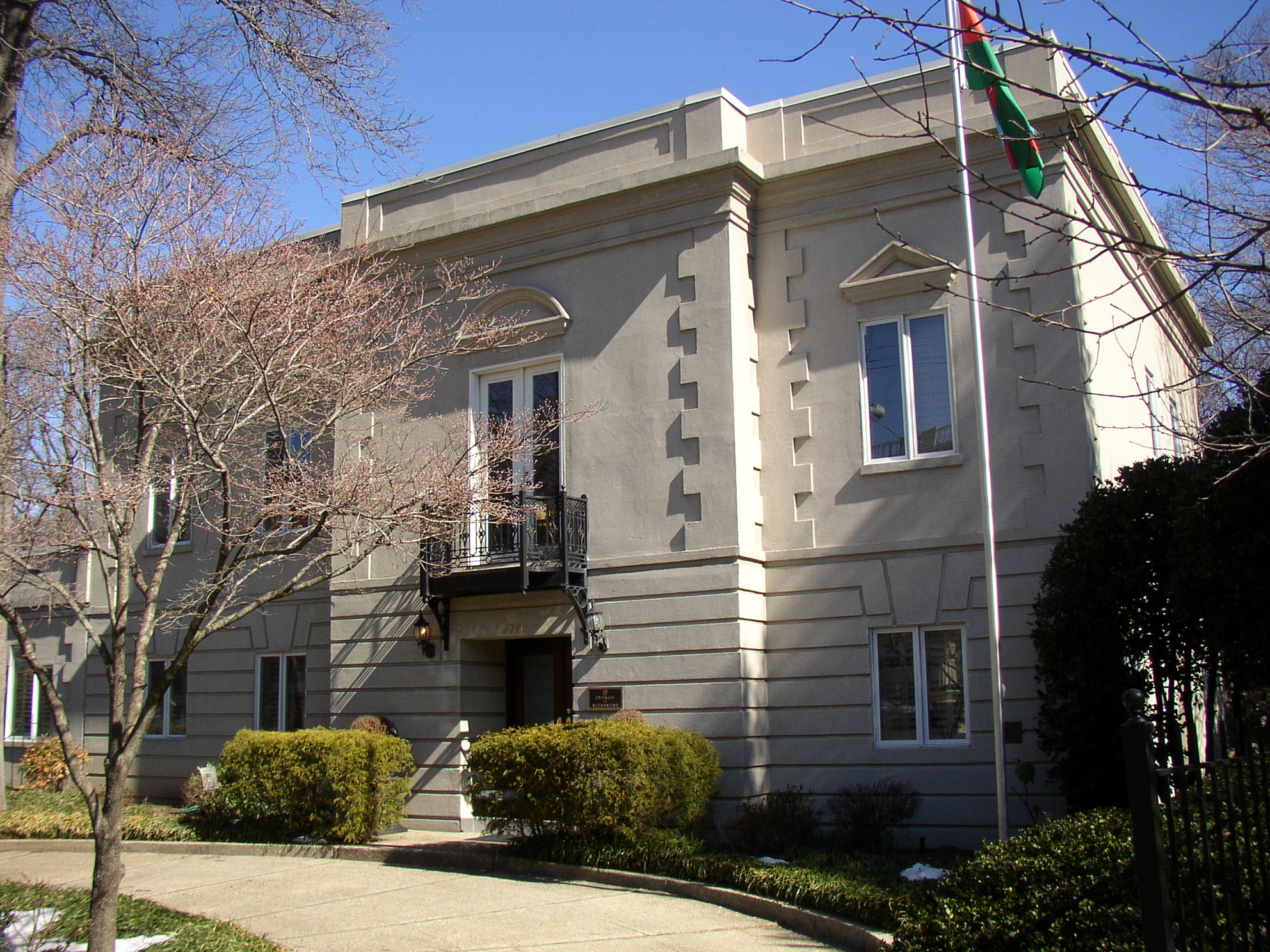
Embajada de Azerbaiyán en Washington D. C..

En 2005, como senador de primer año, Barack Obama visitó Azerbaiyán en un viaje de trabajo junto con el senador de Estados Unidos Richard Lugar.
Hablando en una conferencia sobre las relaciones entre Estados Unidos y Azerbaiyán en la Universidad de Georgetown en septiembre de 2009, el Subsecretario de Estado para Asuntos Políticos William J. Burns describió tres áreas principales de interés para los Estados Unidos en sus relaciones bilaterales con Azerbaiyán: cooperación en materia de seguridad, energía y reforma económica y democrática.

### Conflicto Nagorno-Karabakh
Las relaciones modernas entre los Estados Unidos y Azerbaiyán han sido fuertemente influenciadas por la posición oficial de los Estados Unidos sobre el conflicto de Nagorno-Karabaj entre Armenia y Azerbaiyán. Los Estados Unidos participaron activamente en los intentos de resolver el conflicto desde 1992. Como parte de la misión  Conferencia sobre Seguridad y Cooperación en Europa (CSCE; ahora OSCE),  El Secretario de Estado de Estados Unidos James Baker III propuso un conjunto de reglas que lleva su nombre, lo que finalmente definió la representación de las partes en conflicto dentro del formato de negociación del Grupo de Minsk de OSCE.
En 1992, el Congreso de Estados Unidos adoptó Sección 907 de la Ley de Libertad de Apoyo, que prohibió cualquier ayuda externa de Estados Unidos al gobierno de Azerbaiyán. La prohibición hizo de Azerbaiyán la única excepción a los estados postsoviéticos que reciben ayuda del gobierno de los Estados Unidos para facilitar la estabilidad económica y política. El paso de Sección 907 fue influenciado por el poderoso lobby armenio americano en el Congreso de los Estados Unidos, en respuesta al bloqueo impuesto por Azerbaiyán en Armenia en el curso de la Guerra de Nagorno-Karabaj. Los azerbaiyanos consideran que esta legislación es «injusta» ya que, durante el mismo período de tiempo, las fuerzas armenias tomaron el control de la quinta parte del territorio de Azerbaiyán, incluido Nagorno-Karabaj. Las administraciones consecutivas de George H. W. Bush, Bill Clinton y George W. Bush se opusieron a la Sección 907, considerándolo como un impedimento para la imparcialidad de la política exterior de los Estados Unidos en la región y un obstáculo para el papel de los Estados Unidos en los esfuerzos de mediación en el conflicto de Nagorno-Karabaj. En su carta de 1998 al presidente de Comité de Asignaciones de la Cámara, Bob Livingston, luego la Secretaria de Estado Madeleine Albright escribió:

La Sección 907 daña los intereses nacionales de los Estados Unidos Al socavar la neutralidad de la administración al promover un asentamiento en Nagorno-Karabaj, su capacidad para alentar reformas económicas y legales amplias en Azerbaiyán, y los esfuerzos para avanzar en un corredor de transporte de energía Este-Oeste.

Después de los ataques del 11 de septiembre en 2001, el Congreso aprobó la legislación de apropiaciones extranjeras de 2002, otorgando al Presidente el derecho a renunciar a Sección 907. En vista de la contribución y el apoyo de Azerbaiyán para las operaciones militares de Estados Unidos en Afganistán, El presidente George W. Bush renunció a la sección en enero de 2002; y el presidente Barack Obama extendió aún más esa renuncia.

### Sociedad de seguridad

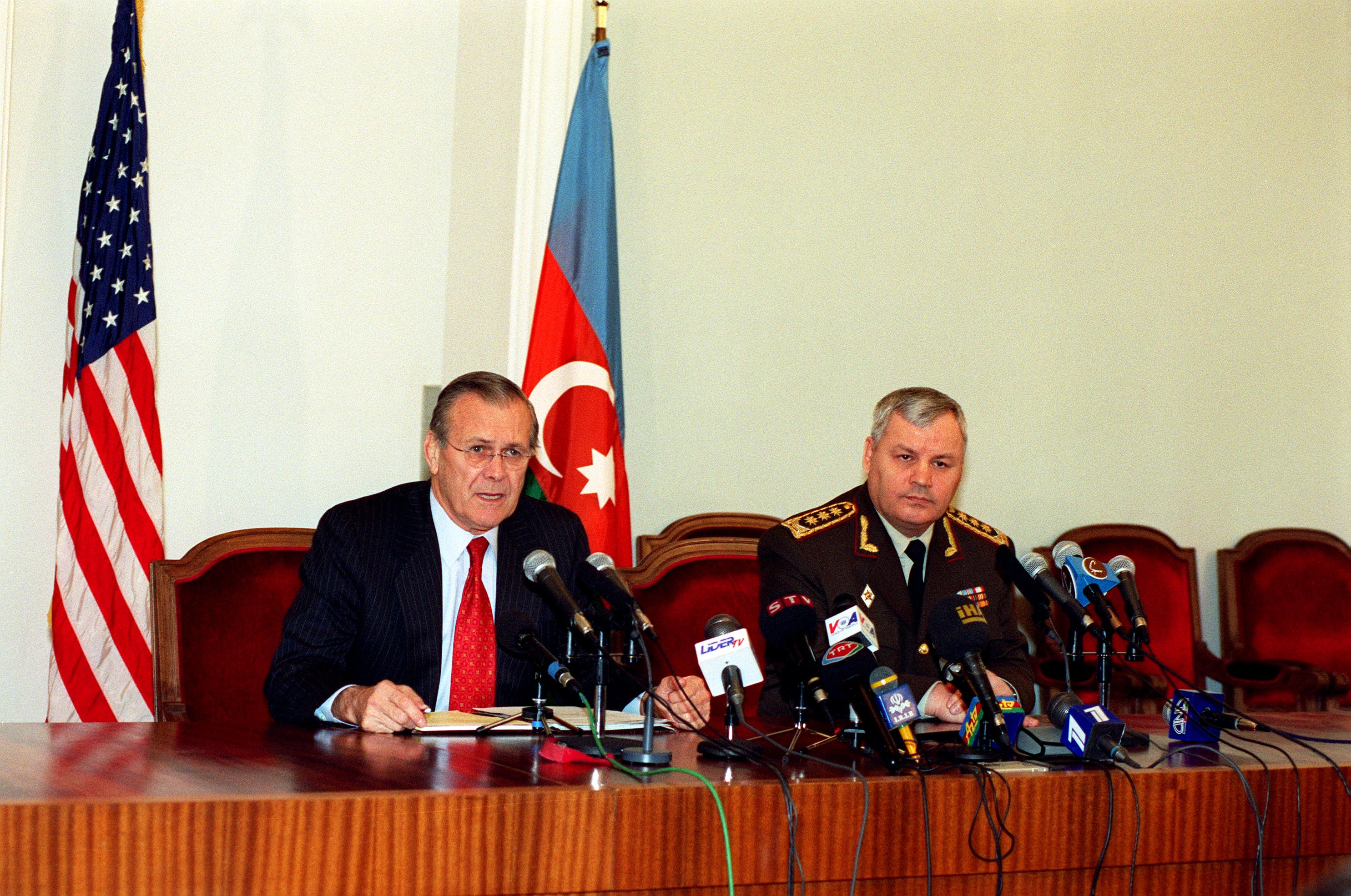
Donald Rumsfeld con Safar Abiyev durante una conferencia de prensa en Bakú.

Las relaciones de seguridad entre Estados Unidos Y Azerbaiyán se desarrollaron por varios caminos, incluida la participación activa de Azerbaiyán en el programa Asociación para la paz de OTAN y las misiones dirigidas por Estados Unidos en Kosovo, Afganistán y Irak; y los lazos militares bilaterales para garantizar la seguridad energética y de transporte del Caspio. En apoyo de la Guerra contra el Terror liderada por los Estados Unidos, aparte de las contribuciones de las tropas, Azerbaiyán proporcionó sobrevuelo, reabastecimiento de combustible y derechos de aterrizaje para los aviones de los Estados Unidos y la coalición con destino a Afganistán e Irak; información compartida para combatir financiación del terrorismo; Detenidos y procesados presuntos terroristas. Además del uso del espacio aéreo de Azerbaiyán por parte de las fuerzas aéreas de los Estados Unidos, Más de un tercio de todos los equipos no letales, incluido el combustible, la ropa y los alimentos utilizados por los militares de los Estados Unidos en Afganistán, viajan a través de Bakú.
En noviembre de 2011, el Secretario de la Armada de los Estados Unidos Ray Mabus se reunió con el  Presidente de Azerbaiyán y Ministro de Defensa anunciando el Se ampliarían los lazos militares entre sus países. El Departamento de Estado de los Estados Unidos ya ofreció a Azerbaiyán 10 millones de dólares para mejorar sus estructuras de seguridad en el Mar Caspio a principios de ese año.

### Cooperación económica

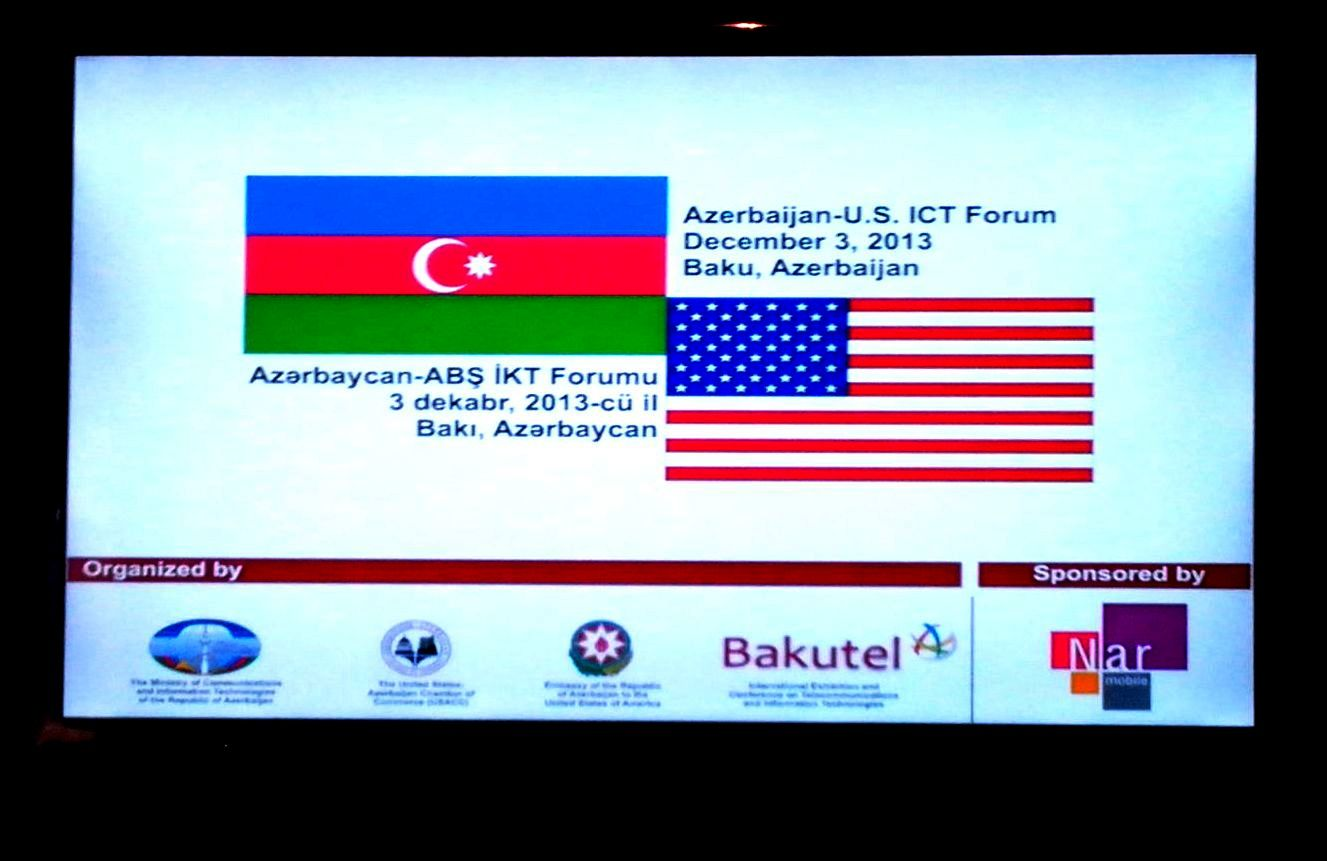
Azerbaiyán-Estados Unidos Foro TIC, 3 de diciembre de 2013.

Las relaciones entre Estados Unidos y Azerbaiyán en la esfera económica se desarrollaron principalmente en el contexto de los recursos energéticos del Caspio y su transporte a los mercados occidentales. Las compañías estadounidenses están involucradas activamente en el desarrollo de hidrocarburos del Caspio en los campos petroleros de Azerbaiyán en alta mar, y el gobierno de los Estados Unidos apoyó activamente el oleoducto Bakú-Tbilisi-Ceyhan como la principal ruta de transporte para el petróleo de Caspio.
En enero de 2008, comentando un viaje a Azerbaiyán por el senador Richard Lugar, R-Ind., Jefe de la Comisión de Relaciones Exteriores del Senado, John C.K. El diario de  UPI llamó a Azerbaiyán «el único amigo que Estados Unidos tiene en la cuenca del Caspio». Durante esta visita, el senador Lugar también sugirió que junto con el miembro del Comité de Relaciones Exteriores del Senado Joseph Biden, D-Del., Respaldó la necesidad de «un representante especial centrado en cuestiones de energía en el Caspio para salvaguardar a largo plazo intereses de Estados Unidos», en una carta que enviaron anteriormente a la secretaria de Estado Condoleezza Rice.
Los Estados Unidos firmaron un acuerdo comercial bilateral con Azerbaiyán, otorgándole el estatus de "nación más favorecida", en 1995; y un tratado de inversión bilateral con Azerbaiyán, que lo denomina país beneficiario en el marco del programa Sistema Generalizado de Preferencias (SGP), en 2008. Los Estados Unidos también apoyan la solicitud de Azerbaiyán para la adhesión a la Organización Mundial del Comercio.

### Desarrollo de la democracia
Los comentarios hechos por funcionarios de los Estados Unidos elogian a Azerbaiyán como la primera democracia secular en una nación mayoritariamente musulmana. A pesar de esto, por lo general tiene una puntuación baja en las evaluaciones independientes de la gobernabilidad democrática publicadas por organizaciones no gubernamentales. Por ejemplo, el informe Freedom in the World 2018 de Freedom House clasificó a Azerbaiyán como «no libre», con una puntuación de 12/100. Uno de los componentes del paquete de ayuda proporcionado por el gobierno de los Estados Unidos a Azerbaiyán se centra en la asistencia al desarrollo democrático "con un énfasis en el apoyo a la sociedad civil, los medios de comunicación independientes y el estado de derecho". La mayor parte de esta asistencia la proporciona Agencia Estadounidense para el Desarrollo Internacional.
En 2014, el Subsecretario Adjunto Thomas O. Melia de la Oficina de Democracia, Derechos Humanos y Trabajo notó en un testimonio escrito que «Azerbaiyán ha dado algunos pasos positivos» en la construcción de instituciones democráticas y el desarrollo de normas democráticas. «Sin embargo, en términos más generales, hemos visto restricciones cada vez mayores a las libertades fundamentales que aumentan el riesgo de inestabilidad doméstica, socavan la confianza en el respeto del estado de derecho y evitan que los azerbaiyanos alcancen su máximo potencial». Los comunicados de prensa del Departamento de Estado de los Estados Unidos entre 2011-2016 muestran preocupación por las acciones del gobierno de Azerbaiyán sobre la condena a periodistas y activistas de derechos humanos como parte de un «amplio patrón de restricciones cada vez mayores de los derechos humanos en Azerbaiyán». La declaración del subsecretario adjunto Melia enumera una serie de transgresiones democráticas, entre ellas limitar la participación de ONG extranjeras, encarcelar a periodistas y manifestantes pacíficos y retener los derechos de viaje de los activistas. "Estos no son el tipo de acciones que Estados Unidos o la comunidad internacional en general desean ver de un socio, un Estado participante de la OSCE y actualmente el presidente del Comité de Ministros del Consejo de Europa".
Eric Rubin, Subsecretario Adjunto de la Oficina de Asuntos Europeos y Eurasiáticos, también comentó sobre el historial democrático de Azerbaiyán. En un testimonio presentado a la Comisión de Seguridad y Cooperación en Europa en 2014, escribió:

Quiero enfatizar que Estados Unidos sigue comprometido con un diálogo constructivo con Azerbaiyán basado en la amistad entre nuestra gente y el respeto mutuo entre nuestros gobiernos. Pero un diálogo constructivo significa que podemos y debemos tener discusiones francas y honestas en las áreas en las que no estamos de acuerdo. Discutir asuntos de acuerdo y desacuerdo de manera franca es parte de la naturaleza de un diálogo serio. Por lo tanto, nos sentimos decepcionados por las alegaciones de algunas de las autoridades de Azerbaiyán de que Estados Unidos está interfiriendo en los asuntos internos del país cuando compartimos nuestros puntos de vista o enviamos delegaciones relacionadas con la democracia a Azerbaiyán.

## Visitas de alto nivel

### Visitas presidenciales de Azerbaiyán a los Estados Unidos
| Presidente           | Fecha                           | Tipo de visita    | Fuentes |
| Presidente H.Aliyev  | 25-30 de septiembre de 1994     | visita de trabajo | [ 29 ]  |
| Presidente H.Aliyev  | 20-26 de octubre de 1995        | visita de trabajo | [ 30 ]  |
| Presidente H.Aliyev  | 27 de julio-6 de agosto de 1997 | visita oficial    | [ 31 ]  |
| Presidente H.Aliyev  | 22-27 de abril de 1999          | visita de trabajo | [ 32 ]  |
| Presidente H.Aliyev  | 12-18 de febrero de 2000        | visita de trabajo | [ 33 ]  |
| Presidente H.Aliyev  | 4-9 de septiembre de 2000       | visita de trabajo | [ 34 ]  |
| Presidente H.Aliyev  | 1-13 de abril de 2001           | visita de trabajo | [ 35 ]  |
| Presidente H.Aliyev  | 14-23 de febrero de 2003        | visita oficial    | [ 33 ]  |
| Presidente I.Aliyev  | 25-28 de abril de 2006          | visita oficial    | [ 36 ]  |
| Presidente I.Aliyev  | 24 de septiembre de 2010        | visita de trabajo | [ 33 ]  |
| Presidente I.Aliyev  | 2-4 de mayo de 2012             | visita de trabajo | [ 37 ]  |
| Presidente I.Aliyev  | 20-21 de mayo de 2012           | visita de trabajo | [ 38 ]  |
| Presidente I. Aliyev | 1 de abril de 2016              | visita oficial    | [ 39 ]  |
| Presidente I.Aliyev  | 19 de septiembre de 2017        | visita oficial    | [ 40 ]  |